# Sonny Leong
 (février 2023).
Sonny Leong, baron Leong, (né le 23 septembre 1953) est un homme politique du parti travailliste britannique, cofondateur et coprésident de SME4Labour.

## Biographie
Leong cofonde Cavendish Publishing en 1990. En 2001, il est nommé directeur général de Cavendish Publishing, avec une participation de 30 % dans la société. En 2003, il devient le plus grand éditeur de droit indépendant au Royaume-Uni.
En 2006, Leong vend Cavendish Publishing à Taylor & Francis. Il quitte Taylor & Francis en 2007 pour rejoindre One Charter, une entreprise de jets privés, en tant que directeur non exécutif.
Il est président du Chinese for Labour,. 
En octobre 2022, il reçoit une pairie à vie dans les honneurs spéciaux de 2022. Le 31 octobre 2022, il est créé baron Leong, de Chilton dans le comté d'Oxfordshire et de Camden Town dans le London Borough of Camden ,.
Leong est marié à Gita; le couple a une fille, Sonya. Il est nommé Commandeur de l'Ordre de l'Empire britannique (CBE) lors de l'anniversaire de 2014 pour service politique.